# آر. هنتر ميدلتون
آر. هنتر ميدلتون (بالإنجليزية: Robert Hunter Middleton)‏ هو طابع حروف ‏ أمريكي، ولد في 6 مايو 1898 في غلاسكو في المملكة المتحدة، وتوفي في 3 أغسطس 1985 في شيكاغو في الولايات المتحدة.